# 科伊 (阿拉巴馬州)
科伊（英語：Coy）是位於美國阿拉巴馬州威爾科克斯縣的一個非建制地區。該地的面積和人口皆未知。

## 地理
科伊的座標為31°53′42″N 87°27′47″W / 31.89500°N 87.46306°W，而該地的平均海拔高度為29米（即95英尺）。